# نجوى غانم
نجوى غانم وتعرف أيضًا باسم نجوى بن لادن هي الزوجة الأولى لزعيم تنظيم القاعدة أسامة بن لادن، كما أنها ابنة خاله. تزوجت من أسامة وهي في الخامسة عشرة من عمرها، بينما كان عمر أسامة حينذاك 17 سنة. وهي سورية الأصل وتقرب زوجها من طرف والدته السورية السيدة عالية الغانم التي تزوجت والد أسامة الشيخ محمد بن لادن، وأنجبت لأسامة 6 أبناء و4 بنات. سافرت نجوى مع أسامة إلى السودان وأفغانستان، وفي رواية يذكرها أبو جندل رئيس الحرس الشخصي لأسامة، أن نجوى غادرت أفغانستان قبل أحداث 11 سبتمبر في الولايات المتحدة ولم تعد.